# Divan japonès
Divan japonès és un pòster litogràfic de l'artista francès Henri de Toulouse-Lautrec. Va ser creat per publicitar el cafè teatre que duu el mateix nom.
Le Divan japonais era un petit cafè teatre en el barri de Montmartre, les parets del qual estaven decorades amb pintures sobre seda. Hi havia mobles lacats de poca qualitat, de fals bambú i làmpades de paper de colors vius, i era atès per cambreres vestides amb kimono. Era un dels llocs que artistes i escriptors freqüentaven habitualment.
La imatge mostra tres personatges del Montmartre de l'època de Lautrec. La ballarina Jane Avril és la dona del vestit negre en primer pla. Darrere seu hi ha l'escriptor Édouard Dujardin. Els dos personatges estan veient un espectacle de la cantant Yvette Guilbert. Encara que no se li pugui veure la cara en el pòster, se la pot reconèixer per la figura alta i esvelta i pels guants negres.
El quadre ha passat per diferents museus, entre els quals el Museu d'Art de Denver, la New-York Historical Society i el Museum of Art de San Diego.